# 다니우치촌
다니우치촌(谷内村)은 효고현 시카마군에 설치되었던 촌이다. 현재의 히메지시에 해당한다.